# Ахмадов, Мирзохуджа
Мирзохуджа Ахмадов (тадж. Мирзохуджа Ахмадов; род. 1958, Гармский район, Таджикская ССР, СССР) — таджикский государственный деятель. Влиятельный полевой командир, командующий силами Объединённой таджикской оппозиции в Раштском районе (1992—1997), был известен под прозвищем «Белги». Полковник милиции, начальник районного управления по борьбе с организованной преступностью (РУБОП) по Раштской группе районов (1999—2008).

## Биография
Мирзохуджа Ахмадов родился в 1958 году в Гармском районе Таджикской ССР. 
Во время гражданской войны Ахмадов, как и большая часть уроженцев Гармского района, примкнул к Объединённой таджикской оппозиции. Был назначен командующим силами оппозиции в Раштской долине. В 1999 году, после заключения соглашения «Об установлении мира и национального согласия в Таджикистане», Ахмадов был реинтегрирован в силовые структуры страны и работал в органах МВД, занимал должность начальника отдела МВД по Раштской группе районов, возглавлял районное управление по борьбе с организованной преступностью (РУБОП).

### Обвинение в убийстве полковника Захарченко
2 февраля 2008 года в посёлке Гарм Раштского района при невыясненных обстоятельствах был убит командир ОМОНа полковник Олег Захарченко. По официальной информации МВД Таджикистана, Захарченко должен был принять участие в отчётном совещании органов внутренних дел и погиб во время боестолкновения омоновцев с сотрудниками РУБОП МВД по Раштской группе районов, во главе с Мирзохуджой Ахмадовым. По одной из версий, Ахмадов открыл огонь по ОМОНу вследствие неверной оценки ситуации, так как предполагал, что ОМОН приехал для его ареста. По другой версии, группа Захарченко выдвинулась в Гарм непосредственно с целью задержания Ахмадова, и попала в организованную им засаду, вследствии утечки информации об этой операции. После этого инцидента, Ахмадов со своими людьми ушёл в горы. 
Мирзохуджа Ахмадов, в своём интервью, данном вскоре после этих событий, не отрицая сам факт боестолкновения, утверждал, что его сотрудники защищались от штурмовавших здание омоновцев, также он опроверг информацию о своём исчезновении, сказав, что находится на своём рабочем месте. В открытом письме, адресованном президенту и руководителям силовых ведомств, Ахмадов требовал объективного расследования инцидента, и вновь повторился, что его люди вынуждены были защищаться от напавших на них омоновцев.
13 октября 2008 года Генеральный прокурор Таджикистана Бободжон Бобохонов заявил о раскрытии дела и установлении подозреваемых в убийстве Захарченко, но отказался раскрыть подробности, из-за ведущегося расследования. 22 октября 2008 года, в СМИ было опубликовано сообщение об амнистии Мирзохуджи Ахмадова. Министр МВД Махмадназар Салихов, подтвердил, что в связи с амнистией, Ахмадов и его люди не подлежат уголовному преследованию. В 2009 году прокуратура возобновила расследование убийства Захарченко, при этом главным фигурантом в деле стал, теперь уже бывший министр МВД, Салихов, которому теперь вменялось незаконность отданного им приказа об аресте Ахмадова. При попытке задержания, Салихов совершил самоубийство.

### Нападение на колонну правительственных войск в ущелье Камароб
19 сентября 2010 года в Раштском районе, в ущелье Камароб боевиками было совершено нападение на колонну военных, в ходе которого погибли 28 военнослужащих. 22 сентября властями Таджикистана была объявлена спецоперация по ликвидации членов бандформирований. Ответственность за нападение была возложена на бывших полевых командиров ОТО Мулло Абдулло, Мирзохуджу Ахмадова и Аловуддина Давлатова. Ахмадов был дополнительно обвинён в организации лагеря для подготовки подростков и в участии в создании лагеря вооруженной оппозиции в ущелье Камароб.
23 сентября 2010 года появилась информация из неофициальных источников о возможной ликвидации Ахмадова, впоследствие эти сообщения были опровергнуты МВД Таджикистана, которое сообщило, что операция по его поиску и задержанию всё ещё продолжается. Также сообщалось о том, что в ходе обыска, прошедшего в доме Ахмадова, было обнаружено большое количество огнестрельного оружия и боеприпасов. 
14 октября 2010 года силовыми структурами Таджикистана было сообщено, что в Раште начались переговоры с полевыми командирами Шохом Искандаровым и Мирзохуджой Ахмадовым, со стороны официальных властей переговоры вёл спикер нижней палаты Высшего собрания Шукурджон Зухуров, одним из условий сдачи со стороны боевиков было выдвинуто требование прекращения уголовного преследования. По итогам переговоров вооружённые отряды Ахмадова сложили оружие. Впоследствии, Ахмадов принимал участие в ликвидации остатков бандформирований в Раштском районе на стороне правительственных сил. Был причастен к ликвидации Аловуддина Давлатова, одного из организаторов нападения на колонну правительственных войск в ущелье Камароб. Наиболее одиозный «непримиримый» лидер таджикской опозиции Мулло Абдулло также был ликвидирован в ходе спецоперации.

### Настоящее время
В 2013 году было объявлено, что Мирзохуджа Ахмадов занял должность невоенного специалиста одного из управлений Генерального штаба Вооруженных сил Таджикистана. Сам Ахмадов в своём интервью 19 сентября 2013 года сообщил, что всё ещё не приступил к своим обязанностям на новой должности, так как не получил от Министерства обороны официального уведомления и даже объяснения, в чём будут заключаться его должностные обязанности. 
В 2013 году Эмомали Рахмон встретился с Ахмадовым и посетил его дехканское хозяйство, специализирующееся на выращивании картофеля, в ходе своего визита в Раштский район.